# The Men of the West
 (septembre 2012).
Si vous disposez d'ouvrages ou d'articles de référence ou si vous connaissez des sites web de qualité traitant du thème abordé ici, merci de compléter l'article en donnant les références utiles à sa vérifiabilité et en les liant à la section « Notes et références ».

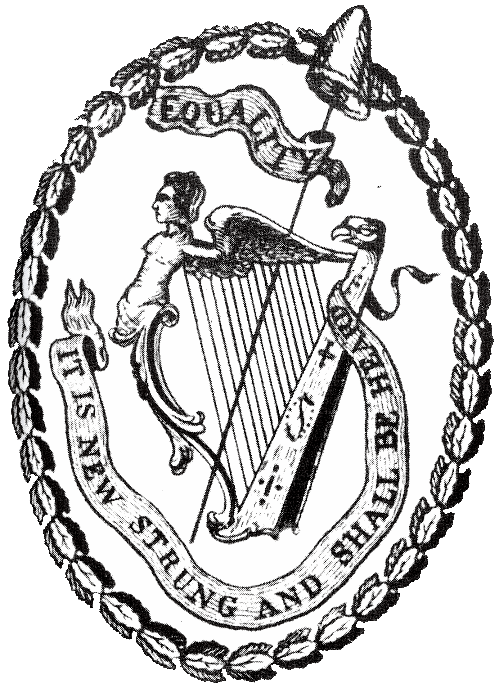

The Men of the West  est une chanson traditionnelle irlandaise qui raconte la révolte de 1798 des Irlandais Unis qui sont rejoints par les Français tant attendus du général Humbert.
Du 22 aout au 8 septembre 1798, le général Humbert et ses hommes combattirent aux côtés des Irlandais pour leur liberté. En Irlande, 1798 est l'année des Français.
Traduction du texte
Je vous donne l'Occident brave vieux garçons, 

Qui se sont ralliés les plus braves 

Lorsque l'Irlande aura cassé ses chaines; 

Hourra pour les hommes de l'Occident

Et nous promettons aux fils vaillants de France, 

les garçons d'Humbert qui mirent en déroute les habits rouges jusqu'à Castlebar.

## Sources
1. ↑  Ballade
2. ↑  L'Année des Français